# Koněspřežná dráha Bratislava – Trnava – Sereď
Koněspřežná dráha Bratislava – Trnava – Sereď byla železniční trať s koněspřežným provozem, první v tehdejším Uhersku i na území nynějšího Slovenska. Měla rozchod koleje 1450 mm. První úsek byl zprovozněn v roce 1840, poslední roku 1846. Provoz animální trakce byl ukončen roku 1872, poté byla dráha přestavěna na parostrojní provoz s normálním rozchodem.

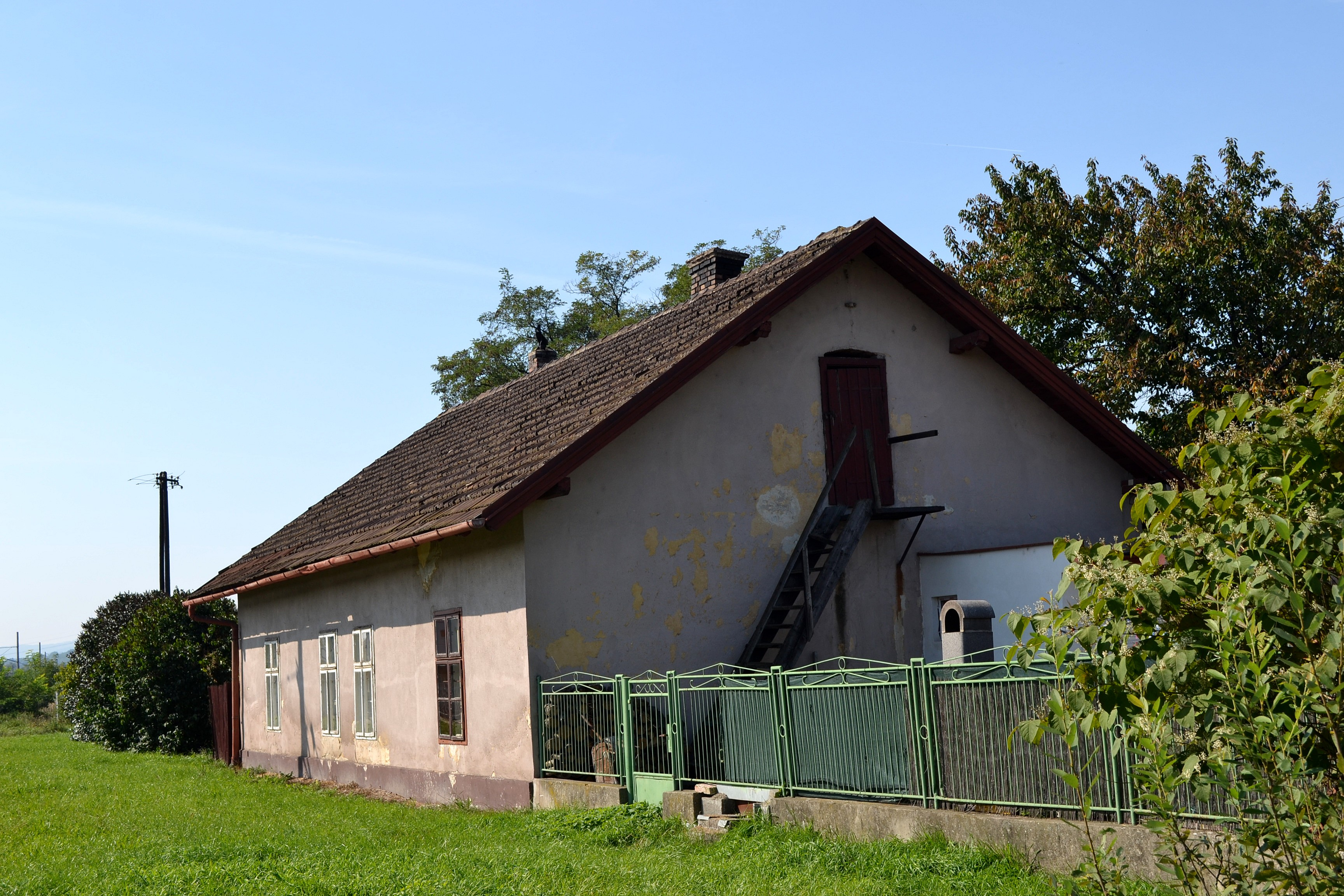
Budova koněspřežné dráhy ve Svätém Juru

## Historie
První úsek trati Bratislava – Trnava – Sereď byl zprovozněn v roce 1840 a vedl z Bratislavy do Svätého Jura. Zhotovením projektu dráhy byl pověřen Ing. Mathias Schönerer - autor dostavby koněspřežné dráhy České Budějovice - Linec. V roce 1846 byla koněspřežná železnice prodloužena do Trnavy a ještě téhož roku do Seredi. Při stavbě této dráhy se již počítalo s pozdějším zavedením parních lokomotiv. Největším objektem na trati byl viadukt v Báhoni s devíti oblouky (tři prostřední oblouky měly rozpětí 9,5 metru). Na úseku z Trnavy do Seredi byl postaven 150 metrů dlouhý dřevěný příhradový most.

### Přechod na parostrojní provoz
V roce 1872 začaly práce na přestavbě tratě pro potřeby parostrojního provozu. Animální provoz v úseku Bratislava–Trnava ukončen 10. října 1872 a dne 1. května 1873 na něm byl zahájen provoz parními lokomotivami. Dráha se následně stala součástí hlavní tratě z Bratislavy do Žiliny. Úsek z Trnavy do Seredi se stal samostatnou tratí, na které byl parostrojní provoz zahájen dne 1. září 1876.

### Dochované staniční budovy

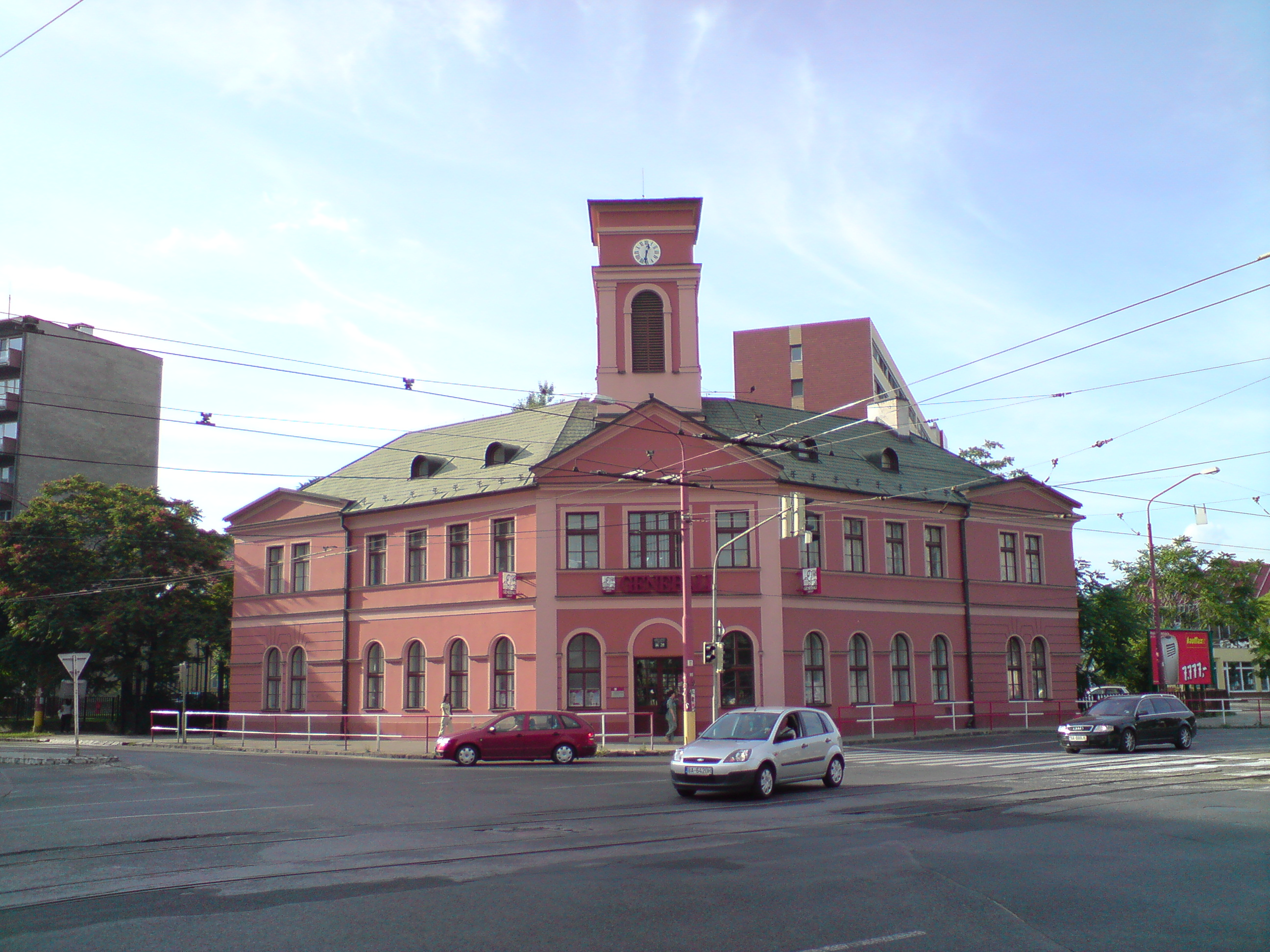
Staniční budova koněspřežné železnice v Bratislavě

Bývalá staniční budova v Bratislavě se dodnes nachází na křižovatce ulic Krížné a Legionárské. Postavena byla v letech 1836–1840. Budova byla následkem početných změn vlastníků delší dobu zpustlá a poničená, dokonce se uvažovalo v 70. letech o její demolici. O její záchranu se postarala pojišťovna Generali, která si v ní zřídila své regionální ředitelství. Na začátku roku 2018 se uskutečnila na budovu veřejná obchodní soutěž na její budoucí využití. Po neúspěchu, kdy se do soutěže nikdo nepřihlásil, bylo zvažováno poskytnutí budovy některému z občanských sdružení nebo zřízení komunitního centra. Budova se dostala i do znaku městské části Bratislava-Nové Mesto a v roce 2016 zde fungovala i obřadní síň. Původní účel budovy zde nyní připomíná již jen jedna pamětní deska.
Staniční budovy koněspřežné dráhy se dochovaly také ve Svätém Juru a v Pezinku.